# Gerard Seghers

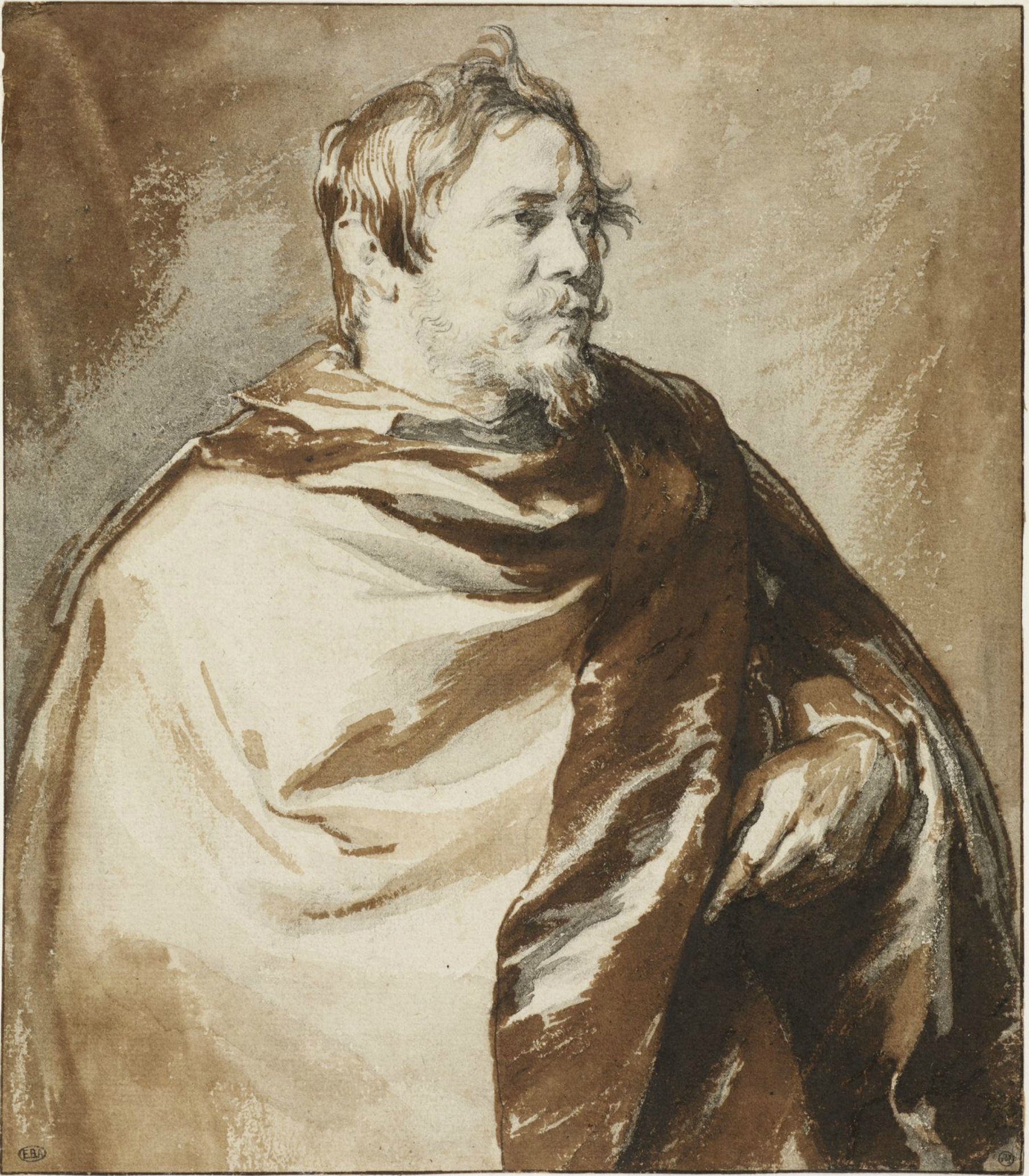
Ritratto di Gerard Seghers, disegno di Antoon van Dyck

Gerard Seghers (o Segers) (Anversa, 1591 – Anversa, 18 marzo 1651) è stato un pittore fiammingo di ambito caravaggesco.

## Biografia
Fratello del pittore barocco specializzato in nature morte floreali, Daniel Seghers, Gerard nasce ad Anversa ed ivi diviene allievo di Abraham Janssens.

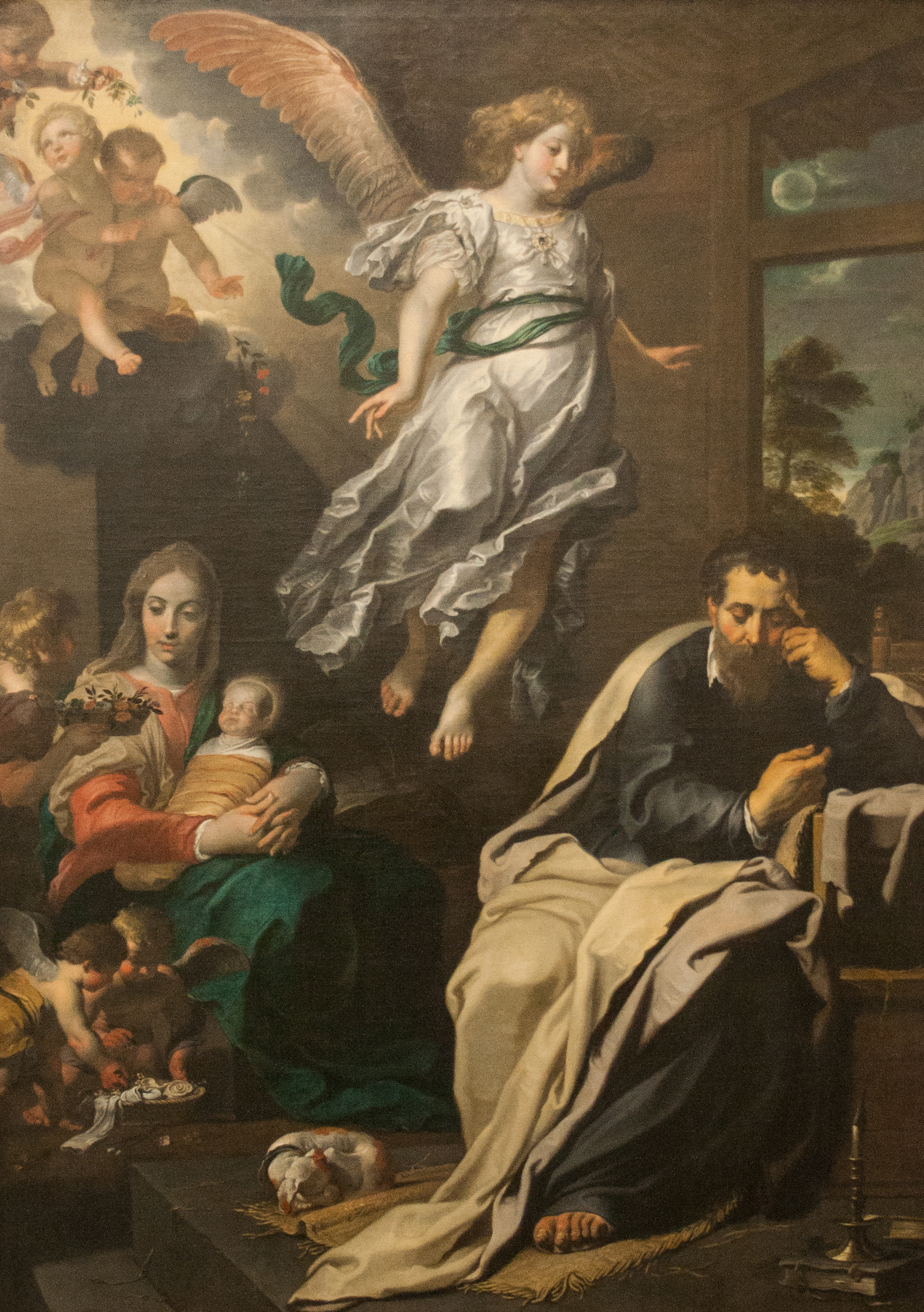
Il sogno di San Giuseppe, Museo di belle arti (Gand)

Come era usanza tra i pittori fiamminghi della sua generazione, attorno al 1613, ancora giovanissimo, decide di intraprendere un viaggio di formazione in Italia, ed arrivato a Roma, vi rimarrà sino al 1620.
È proprio durante questo soggiorno romano che viene a contatto con l'arte del Caravaggio ed in particolare con uno dei suoi primi e più importanti seguaci, Bartolomeo Manfredi, di cui subisce la diretta influenza.
Proprio riferendosi a Gerard Seghers, il pittore e scrittore Joachim von Sandrart, allievo di Gerrit van Honthorst a Utrecht, coniò l'espressione "genere alla Manfredi" ("Manfrediana Methodus"), intendendo l'utilizzo dei caratteristici contrasti di luci ed ombre.
Infatti Seghers, come molti altri pittori dell'epoca, espresse una pittura fortemente caratterizzata dall'uso di un'illuminazione drammatica e dal forte chiaroscuro. Uno dei suoi più noti dipinti di questo periodo è Giuditta con la testa di Oloferne, ora conservato alla Galleria Nazionale d'Arte Antica di Roma.
Lo stile caravaggesco continuò per molto tempo a caratterizzare il suo lavoro anche dopo il suo ritorno nelle Fiandre.

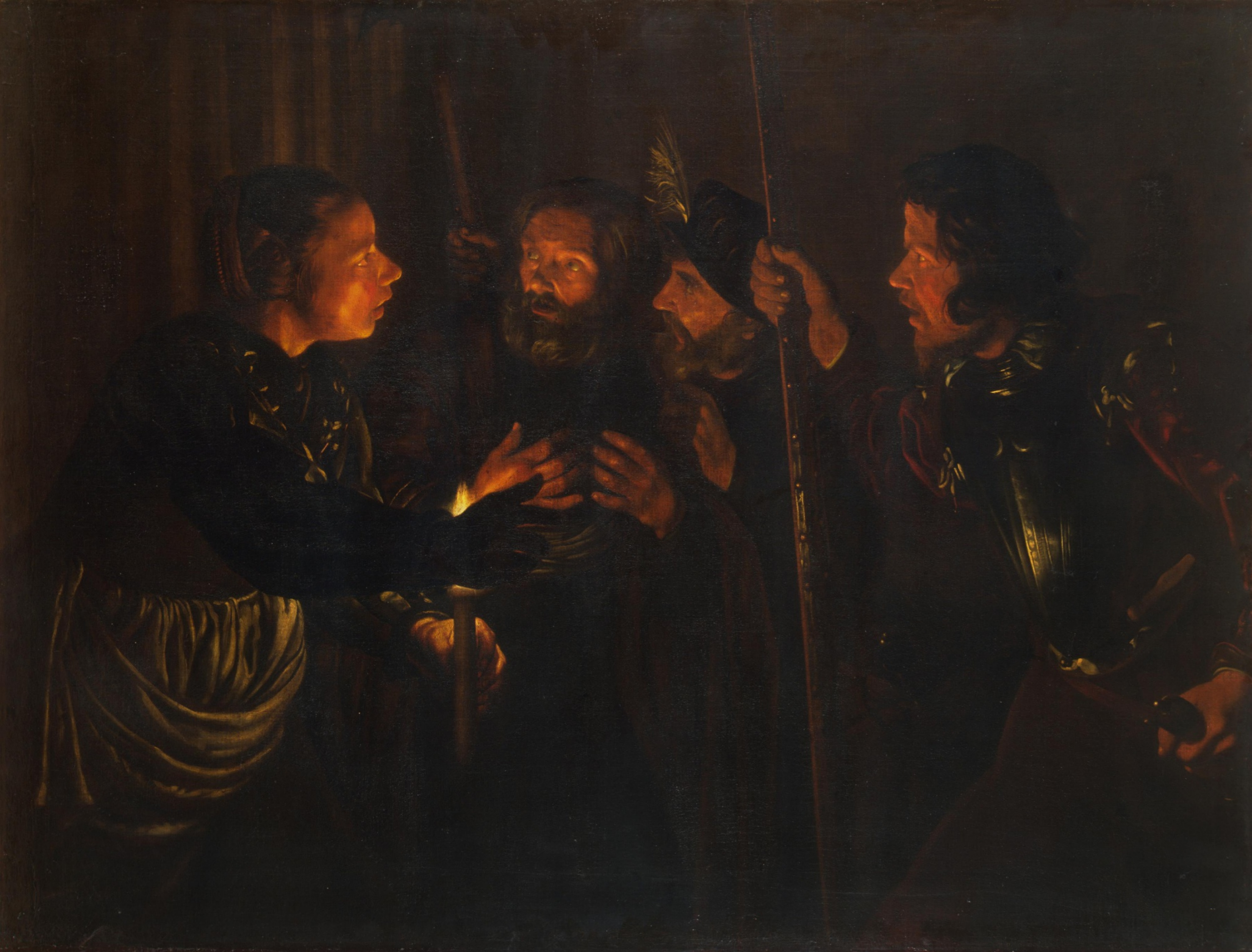
Negazione di San Pietro (1620), Museo dell'Ermitage, San Pietroburgo

Solo dopo il 1630, la sua tavolozza diventò considerevolmente più vivace e luminosa, e l'artista attenuò gli effetti violenti del suo caravaggismo con forme più morbide e pacate. Tutto ciò sotto la probabile nuova influenza del pittore fiammingo in maggior voga all'epoca, Peter Paul Rubens, novella tendenza che si può apprezzare in dipinti come L'adorazione dei Magi del 1630, nella Chiesa di Nostra Signora di Bruges.